# Igor Radojičić
Igor Radojičić (Banja Luka, 13. rujna 1966.), bivši je predsjednik Narodne skupštine Republike Srpske, zatim zastupnik u Narodnoj skupštini Republike Srpske, bivši gradonačelnik Banje Luke. Bio je privremeni predsjednik Republike Srpske, nakon iznenadne smrti Milana Jelića.
Diplomirao je elektrotehniku na Sveučilištu u Banjaluci kao najbolji student generacije, a zatim i magistrirao u rodnom gradu 2001. godine.
Što se tiče politike, njegov se razvoj kreće od člana Predsjedništva Saveza socijalističke omladine Bosne i Hercegovine, zatim glavnog tajnika Saveza nezavisnih socijaldemokrata (SNSD), pa potpredsjednika SNSD-a.
Osim materinskog, govori engleski i francuski jezik. Po narodnosti je Crnogorac.

## Vanjske poveznice
- Službena stranica  Arhivirana inačica izvorne stranice od 2. listopada 2007. (Wayback Machine)

| Prethodnik:               | Predsjednik Republike Srpske 2007. – 2007. | Nasljednik:                    |
| Milan Jelić 2006. – 2007. | Predsjednik Republike Srpske 2007. – 2007. | Rajko Kuzmanović 2007. – 2010. |